# Fluggastbrücke

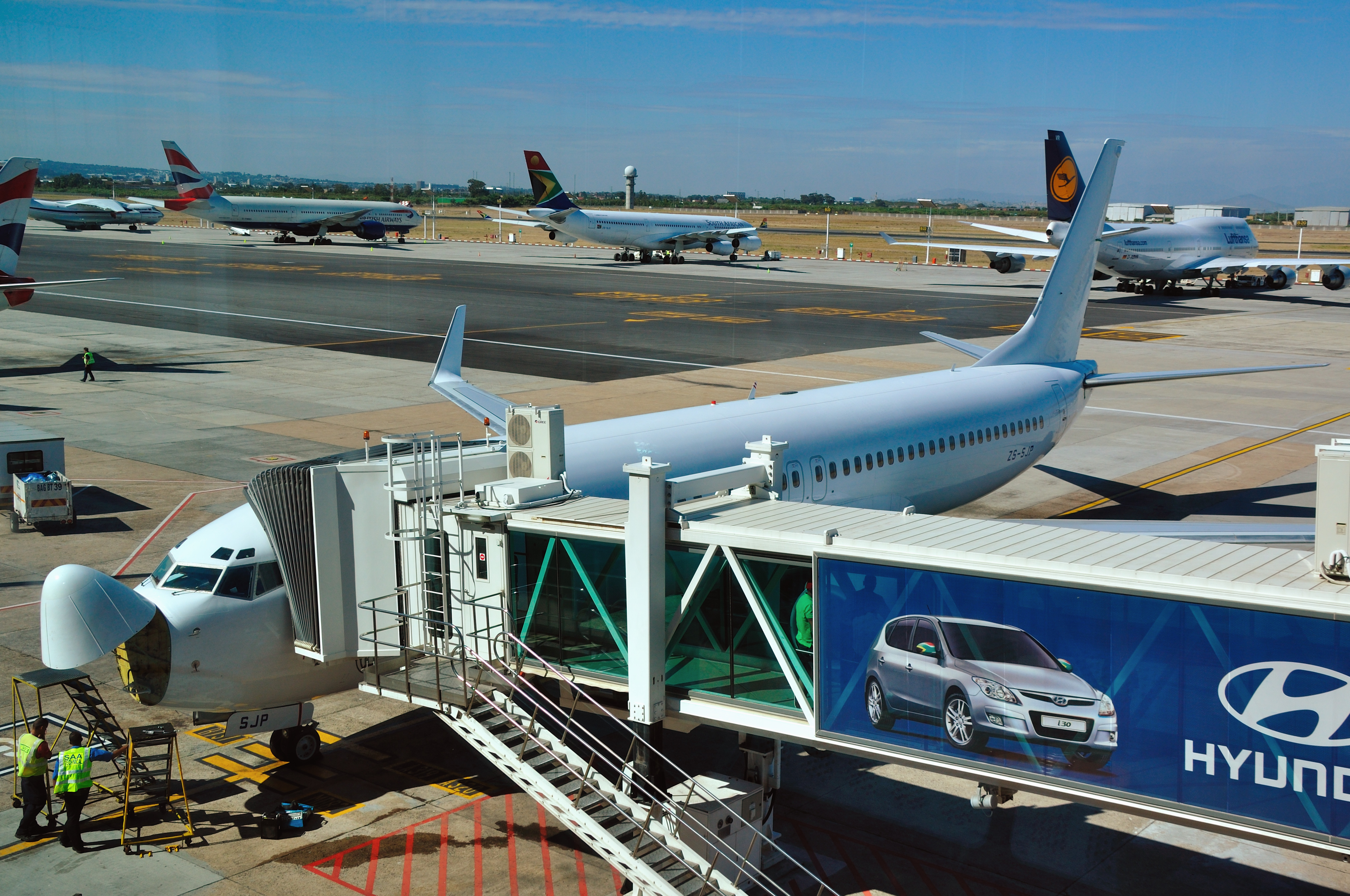
Fluggastbrücke am Flughafen Kapstadt

Eine Fluggastbrücke, auch Passagierbrücke, Finger oder Rüssel genannt (englisch passenger boarding bridge, PBB, auch gangway oder jet bridge), verbindet das Passagierabfertigungsgebäude eines Flughafens mit den Kabinentüren eines geparkten Verkehrsflugzeugs, damit Passagiere und Personal ohne Stufen und Witterungseinflüsse auf direktem und schnellstem Weg ein- oder aussteigen können. Alternativen sind der Transfer mit einem Vorfeldbus oder der Fußweg zum Flugzeug.

## Bauformen und Verwendung

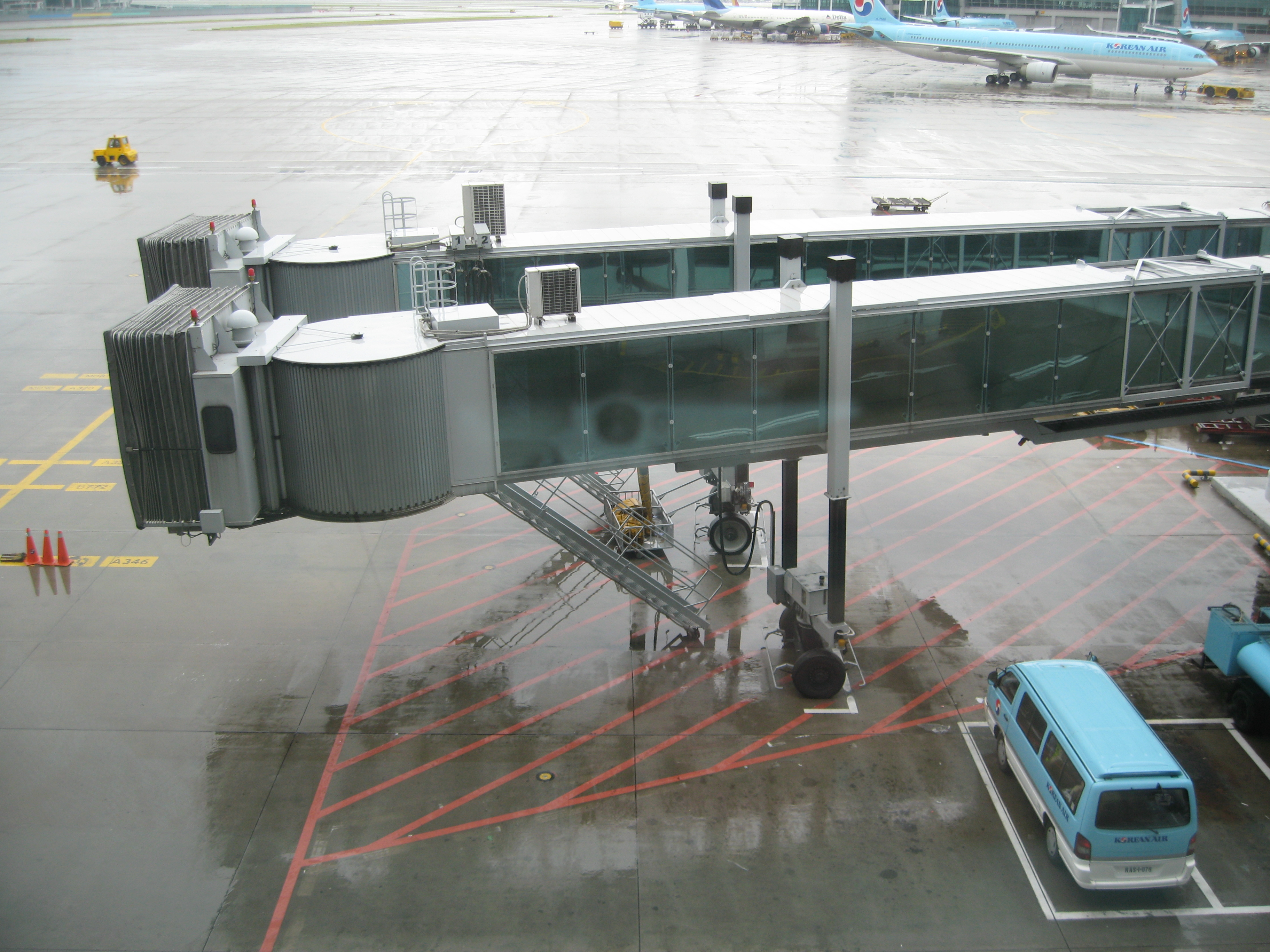
Eine doppelte Fluggastbrücke am Flughafen Seoul-Incheon

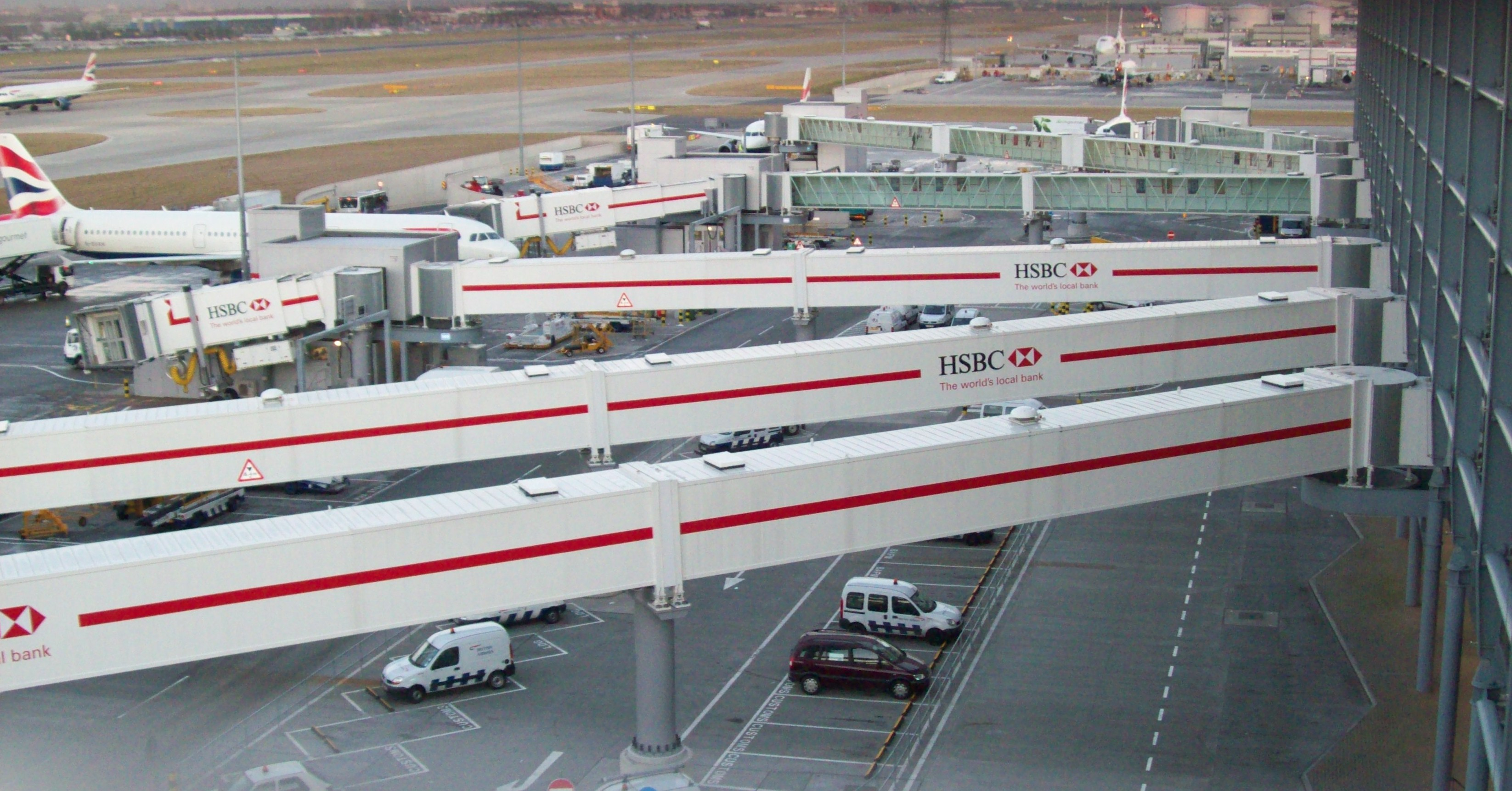
Mehrere Fluggastbrücken am Terminal 5 des Flughafens London-Heathrow

Im einfachen Fall existiert nur eine Fluggastbrücke, die am vorderen Einstieg des Flugzeugs andockt. Es gibt aber auch Fluggastgebäude, auf denen zwei Fluggastbrücken sowohl zum vorderen und/oder mittleren als auch zum hinteren Einstieg führen. Die Anzahl der zum Flugzeug führenden Fluggastbrücken ist abhängig von der Sitzplatzzahl. Das Flugzeug soll, um die Standzeiten so gering wie möglich zu halten, möglichst schnell be- und entladen werden. Für den Airbus A380 gibt es auf einigen Flughäfen auch schon die Möglichkeit, mit einem dritten Finger am Oberdeck anzudocken.
Die Brücke wird von einem Flughafenangestellten, dem so genannten Brückenfahrer, bedient, der sie mit einem Joystick und häufig elektronischer Bedienhilfe an die Tür des Flugzeugs andockt. Die meisten Brücken sind dreidimensional beweglich auf einem drehbaren und in der Höhe verstellbaren Fahrwerk gelagert. Sie können somit in der Höhe, seitlich und in der Länge verstellt werden, um den verschiedenen Flugzeugtypen gerecht zu werden.
Es gibt jedoch auch Fluggastbrücken, die nur höhen- und längenverstellbar sind. Für jeden Flugzeugtyp gibt es eine eigene Markierung auf dem Vorfeld, an der das Bugrad halten muss. Sobald das Flugzeug steht, muss die feststehende Fluggastbrücke nur noch an den Flugzeugrumpf herangefahren werden und sich an die Flugzeughaut anschmiegen. Mit dieser Art von Fluggastbrücken wurden früher die teureren, dreidimensional bewegbaren Fluggastbrückenkonstruktionen eingespart. Passagierbrücken dieser Art sind  oder waren unter anderem an den Flughäfen Berlin-Tegel (Gate A3 bis A12), Helsinki-Vantaa und Kuching in Betrieb.
Die Fluggastbrücke hat einen gepolsterten Wulst vorne unten, mit dem sie sich an die Flugzeughaut anschmiegt, sowie als Dach einen beweglichen Balg, der nach dem Andocken oben geschlossen wird und so einen wetterfesten Zugang ermöglicht. Da sich das Flugzeug beim Be- und Entladen durch die Gewichtsverlagerung der Ladung oder der Passagiere auf- oder abbewegt, sind Fluggastbrücken mit einem Höhensensor ausgestattet und passen sich automatisch der veränderten Höhe an.
Parkpositionen mit Fluggastbrücken befinden sich direkt am Gebäude, daher wird das Flugzeug mit dem Bug zum Gebäude in der sogenannten Bay geparkt (engl. nose-in). Es muss dann zum Abflug mit einem Flugzeugschlepper zurückgeschoben werden (engl. pushback). Es gibt auch Flughafengebäude, bei denen die Flugzeuge parallel zum Terminal stehen. Die Fluggastbrücken müssen dann entsprechend länger sein. Einige Flugsteige sind auch so ausgelegt, dass Flugzeuge schräg vorwärts am Terminalgebäude parken (engl. angled nose-in). Nach dem Einfahren der Fluggastbrücke vollführt das Flugzeug dann eine enge Vorwärtskurve, um sich vom Abfertigungsgebäude zu entfernen. Somit entfällt die Notwendigkeit für einen Flugzeugschlepper und Zeit wird eingespart. Nachteil dieser beiden Formen von Parkpositionen ist der viel höhere Flächenbedarf. Flughäfen, die diese Form der Fluggastbrücken nutzen, sind der Flughafen Paris-Charles-de-Gaulle (Terminal 1) und der Flughafen Köln/Bonn (Terminal 1).

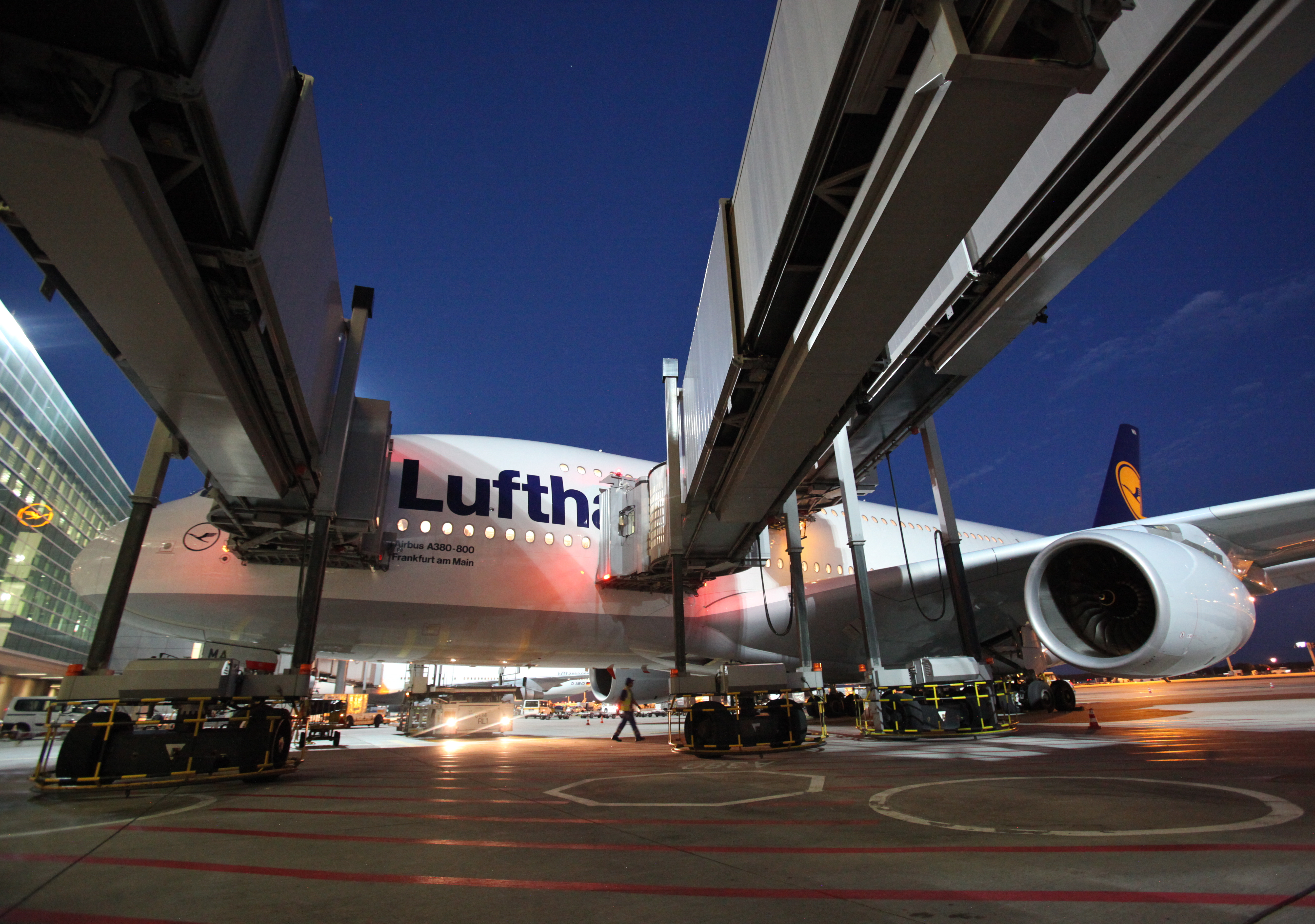
Drei Fluggastbrücken sind an den beiden Passagierdecks eines Airbus A380 der Lufthansa angedockt.
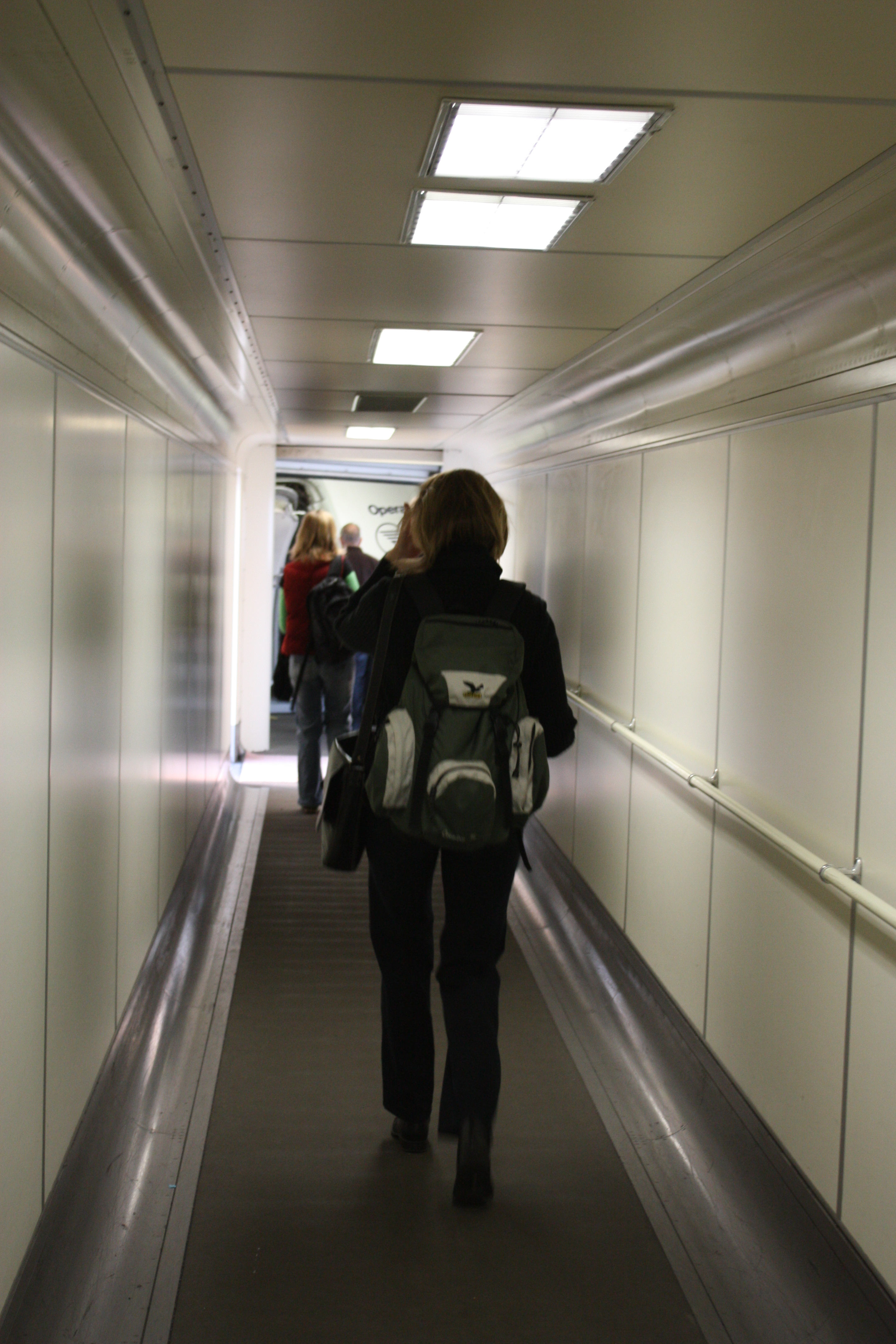
Innenansicht einer Fluggastbrücke auf dem Flughafen Bremen
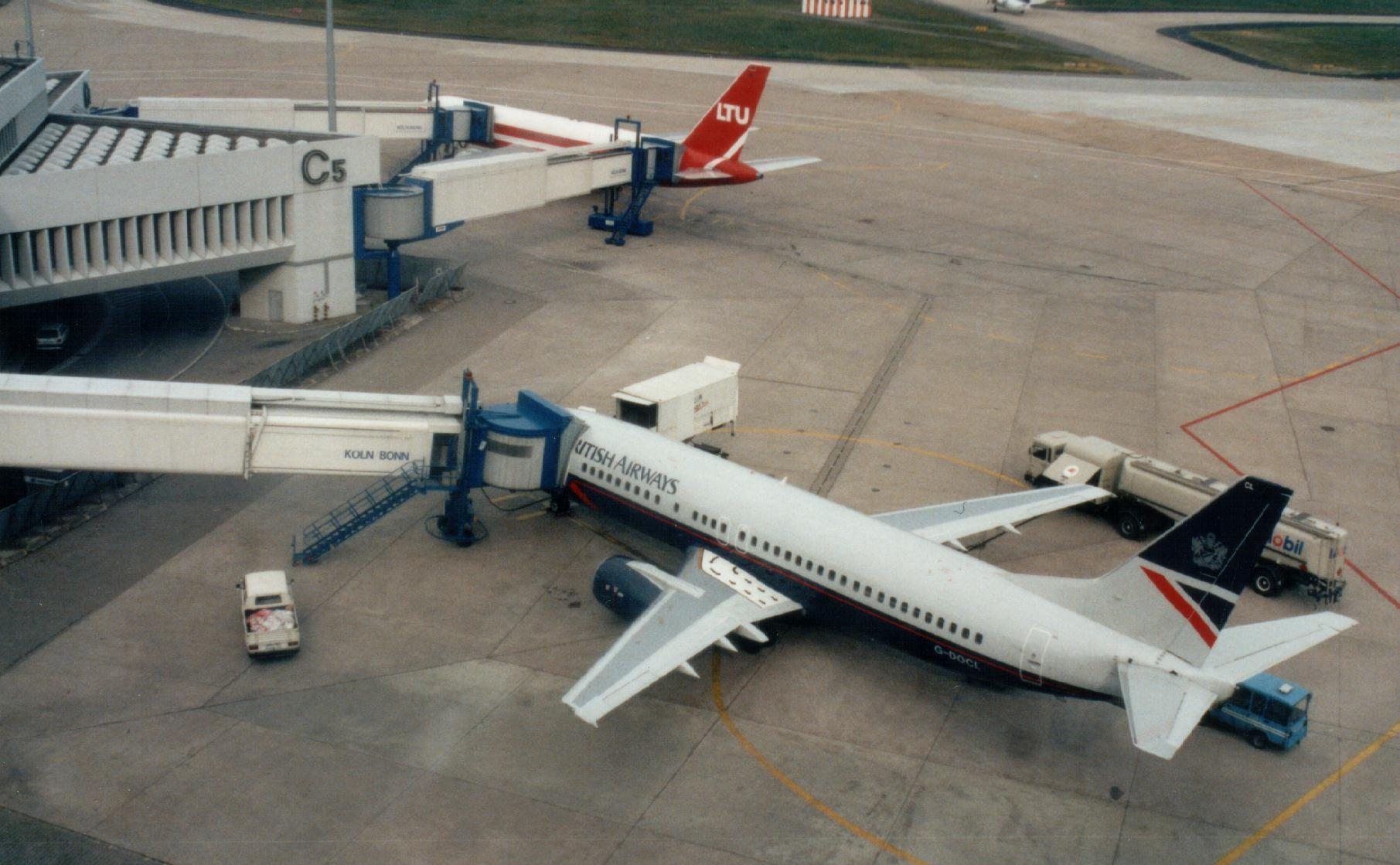
Selten ermöglichen Fluggastbrücken auch eine parallele Parkposition, von der sich das Flugzeug aus eigener Kraft entfernen kann.
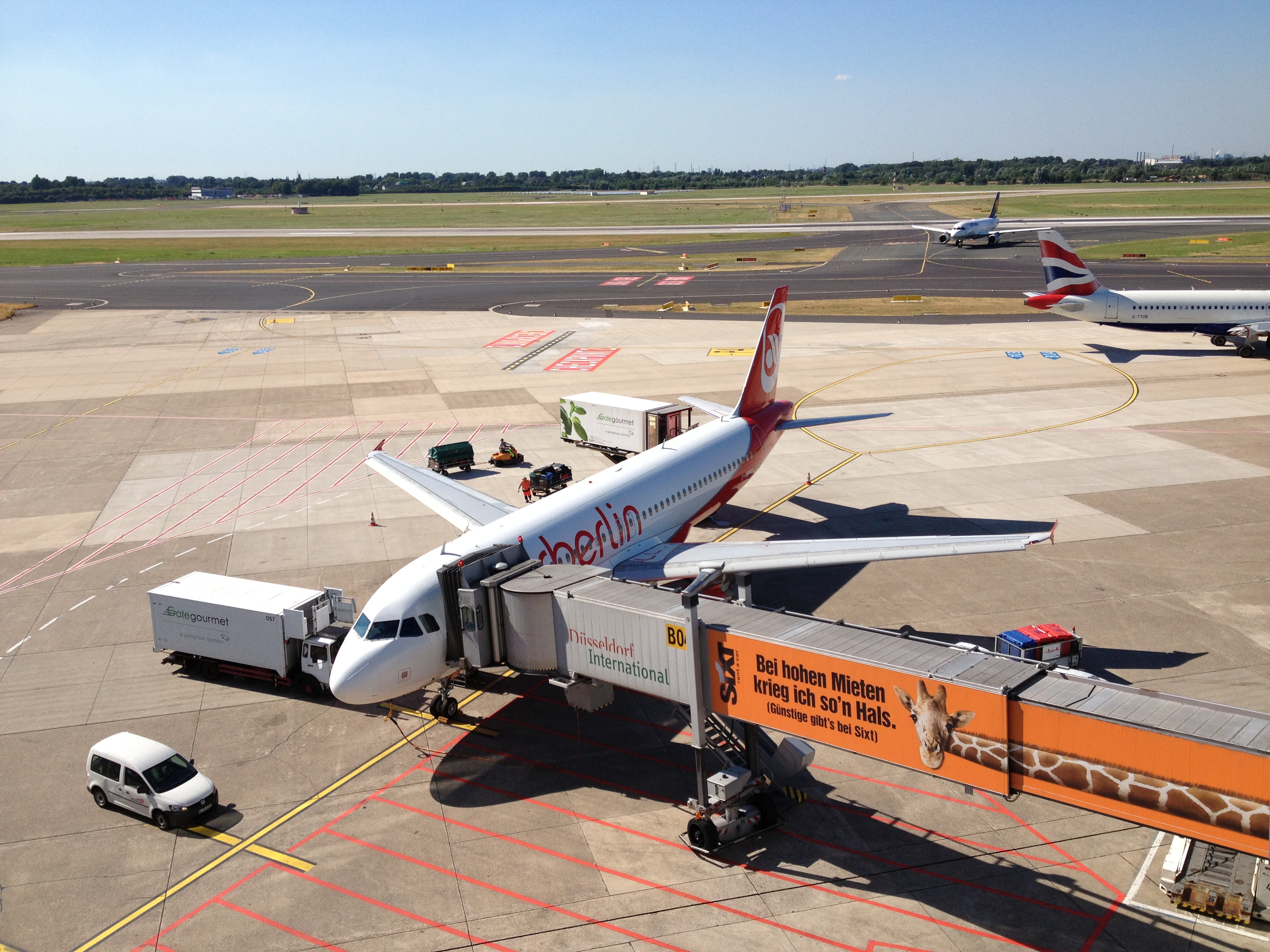
A320-200 der Air Berlin mit angedockter Fluggastbrücke am Flughafen Düsseldorf
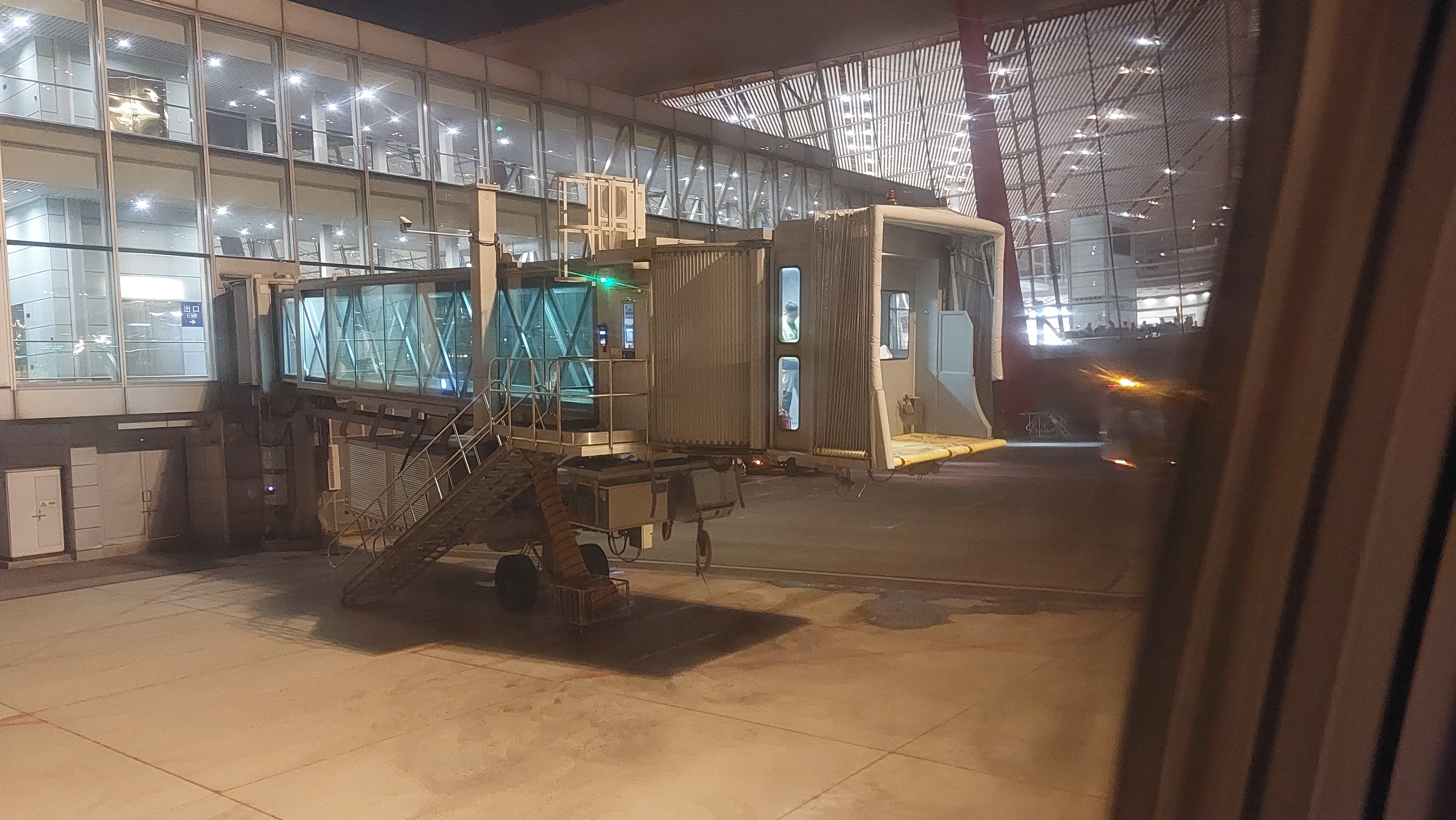
Vor dem Andocken am Flughafen Peking

### Zusatzeinrichtungen
Fluggastbrücken bilden den flugzeugnächsten Punkt der Flughafenanlagen. Daher werden sie auch zur Unterbringung technischer Hilfssysteme benutzt:
- An einigen Flughäfen wird die Flugzeugkabine über die Fluggastbrücke klimatisiert. Somit kann die APU des Flugzeugs während des Parkens am Gate außer Betrieb bleiben, was die Lärm- und Umweltbelastung senkt.
- Luftleitungen dienen zum Entfrosten der Flugzeuge (Trieb- und Fahrwerke) im Winter oder zur Klimatisierung im Sommer.
- Versorgung des Flugzeuges mit Bodenstrom ohne Verwendung eines mobilen Bodenstromaggregates.
- Vor der Verbreitung von Mobiltelefonen wurden mitunter Telefonleitungen bereitgestellt.
- Eine Treppe erlaubt dem Bodenpersonal raschen Zugang zur Maschine, z. B. Tankwagenfahrern (um Piloten den übernommenen Kraftstoff quittieren zu lassen) oder Gepäckabfertigern (um von Fluggästen Kinderwagen oder fahrbare Gehhilfen abzuholen).
- Manche Fluggastbrücken verfügen über einen Schrägaufzug, der parallel zu den Treppen angebracht ist, um beispielsweise Zeitschriften schneller vom Vorfeld in das Flugzeug schaffen zu können.
- Über Müllrutschen werden Müllsäcke abgelassen und können von Müllwagen auf dem Flugfeld aufgenommen werden.
- Viele Fluggesellschaften stellen Zeitungen/Zeitschriften bereit. Aus praktischen Gründen (Belieferung gemeinsam mit den Zeitungsläden im Flughafen) werden diese meist im Kopf der Fluggastbrücken gelagert und dort an die Passagiere verteilt.

## Verfahren
Das Verfahren zur Benutzung von Fluggastbrücken wird durch nationale Vorschriften und international standardisierte Verfahren geregelt. Ein typischer Ablauf ist:
- Nach dem Signal des Einweisers an den Piloten zum Abstellen der Triebwerke gibt der Einweiser per Handzeichen die Fluggastbrücke frei.
- Erst jetzt darf der Fahrer den gesicherten Bereich mit der Fluggastbrücke verlassen und andocken.
- Durch Klopfen gegen das Bullauge signalisiert der Fahrer dem Bordpersonal, dass die Brücke sicher angedockt ist und die Tür geöffnet werden darf. Dies soll verhindern, dass durch vorzeitiges Öffnen der Tür Personen von nachdrängenden Passagieren herausgedrückt werden und in den Spalt zwischen Flugzeug und Fluggastbrücke fallen.
- Der Fahrer signalisiert dem Sicherheitspersonal am Flugsteig, die Türen für ankommende Passagiere zu öffnen (persönlich, telefonisch oder über einen Summer).
- Die Fluggastbrücke dient jetzt nur zum Verlassen der Maschine.
- Nach dem Aussteigen der Passagiere kann die Brücke in beiden Richtungen benutzt werden (z. B. zum Wechsel der Crew).
- Nachdem die Besatzung Bereitschaft zum Boarding meldet, werden die Türen am Gate für abfliegende Passagiere geöffnet.
- Nach dem Boarding bestätigt die Besatzung die Bereitschaft zum Start.
- Der Fahrer sichert die Türe der Brücke (Kette, Tür oder Rolltor) und fährt die Fluggastbrücke zurück in den gesicherten Bereich. Erst nach seiner Freigabe darf der Einweiser eine Bewegung der Maschine erlauben.

## Trivia
- Im Bereich der Billigfluggesellschaften sowie im Charterverkehr werden meist aus Zeit- und Kostengründen Gangways verwendet. Einige Fluggesellschaften nutzen dabei auch die im Flugzeug integrierten Treppen ("Airstairs")
- Die erste Fluggastbrücke wurde am 29. Juli 1959 in San Francisco in Betrieb genommen.

## Ähnliche Einrichtung
Astronauten steigen über ein der Fluggastbrücke ähnliches System in das Raumfahrzeug ein, wobei sich der Einstieg zum Raumschiff in einem geschlossenen Raum, dem Weißen Raum, befindet.